# Boeing Model 15
Boeing Model 15 – amerykański dwupłatowy, jednoosobowy myśliwiec z otwartą kabiną z lat 20. XX wieku, produkowany przez firmę Boeing. Model 15 służył w United States Army Air Service (jako seria PW-9) i w United States Navy jako samolot pokładowy (seria FB).

## Konstrukcja i rozwój
Konstrukcja Modelu 15 powstała w wyniku badań Fokkera D.VII , których 142 sztuki przekazano Stanom Zjednoczonym w ramach rozejmu kończącego I wojnę światową. Wiele cech było podobnych. Model 15 miał kadłub ze spawanej stali, ze szkieletem z rur, połączonych linkami ze stali sprężynowej. Zwężające się jednokomorowe skrzydła były z materiału na drewnianej ramie ze świerkowymi i mahoniowymi dźwigarami oraz trzywarstwowymi drewnianymi żebrami. Klasyczne drewniane zastrzały, używane w konstrukcjach Boeinga zastąpiono opływowymi metalowymi rurkami. Podwozie miało prostą oś, która przechodziła w małe skrzydełko z 410-milimetrową cięciwą.
Pierwotnie silnikiem był Wright-Hispano o mocy 350 KM, ale kiedy dostępny został chłodzony cieczą silnik Curtiss D-12 o mocy 435 KM, samolot został przeprojektowany. Chłodnicę przesunięto z przodu samolotu do tunelu pod silnikiem . Razem z kilkoma niewielkimi przeróbkami skrzydeł, finalny projekt został ukończony 10 stycznia 1922 roku.
Armia wyraziła zainteresowanie nowym projektem i zaoferowała dostarczenie uzbrojenia i napędu oraz przetestowanie samolotu, podczas gdy Boeing zatrzymał prawo do samolotu i projektu. Kontrakt podpisano 4 kwietnia 1923 roku  i pierwszy prototyp, oznaczony XPW-9 dla „eksperymentalnego samolotu pościgowego z silnikiem chłodzonym cieczą”, wzbił się w powietrze 2 czerwca 1923 roku. XPW-9 rywalizował z Curtissem Model 33 o kontrakt na samolot pościgowy, który miał zastąpić myśliwiec Thomas-Morse MB-3 w United States Army Air Service.
Ostatecznie oba modele zostały zaakceptowane: samolot Curtissa jako PW-8 i Model 15 jako PW-9. USAAS preferowało PW-9, które przewyższało PW-8 w każdym aspekcie poza prędkością i którego konstrukcja była mocniejsza i łatwiejsza do utrzymania. Zamówiono 113 PW-9 i 25 PW-8 . Zbudowano też wersję dla marynarki, nazwaną FB, w ilości 44 egzemplarzy.

## Służba
Dostawy 25 pierwszych PW-9 rozpoczęto 30 października 1925 roku. Pomiędzy 1925 a lutym 1931 roku Boeing dostarczył do United States Army Air Service w sumie 114 egzemplarzy we wszystkich wariantach, w tym prototypy. Praktycznie wszystkie PW-9 stacjonowały z zamorskich jednostkach: na Hawajach w 5. Grupie Mieszanej na Luke Field, a później w 18. Grupie Pościgowej na Wheeler Field i na Filipinach w 4. Grupie Mieszanej na Clark Field na Luzonie. Pomiędzy 1925 a 1931 r. w PW-9 wyposażone były 3., 6. i 19. Eskadry Pościgowe.
FB-1, których marynarka zamówiła 16, a otrzymała 10 pomiędzy 1 a 22 grudnia, nie był modyfikowany dla operacji morskich (na przykład brak haku na ogonie), był przydzielony do eskadr United States Marine Corps VF-1M, VF-2M i VF-3M, które zostały wysłane do Chin w celu wsparcia Marine Expeditionary Force. Dwa dodatkowe samoloty, nazwane FB-2, zostały przydzielone do lotniskowca USS „Langley”. Samoloty te zostały wyposażone w aerofiniszer i stałą oś podłużną podwozia. Maszyny te weszły do służby w VF-2 w grudniu 1925 roku. Ogólnie zadowalające wyniki doprowadziły do zamówienia 27 FB-5, które stały się pierwszymi samolotami US Navy przeznaczonymi do operacji z lotniskowców. Samoloty te otrzymały mocniejszy silnik Packard 2A-1500 o mocy 525 KM oraz rząd haków na dole kadłuba, które miały zaczepiać się o linki na pokładzie lotniskowca i wyhamowywać samolot. Pierwszy lot FB-5 odbył się 7 października 1926 roku, a jego dostawy zaczęły się w styczniu następnego roku. Z fabryki Boeinga samoloty transportowano barkami przez Puget Sound na USS „Langley” zacumowanego w porcie w Seattle. Ich pierwsze oficjalne loty odbywały się z pokładu lotniskowca.

## Produkcja
Ze 158 zbudowanych samolotów, 147 było standardowymi maszynami seryjnymi, a pozostałe prototypami różnych wersji rozwojowych.
Produkcja została przedstawiona w poniższej tabelce, z numerami PW dla US Army i FB dla US Navy.
| Wariant | Egzemplarze | Lata produkcji | Silnik          |
| ------- | ----------- | -------------- | --------------- |
| PW-9    | 30          | 1925-1926      | Curtiss D-12    |
| PW-9A   | 24          | 1926-1927      | Curtiss D-12C   |
| PW-9C   | 40          | 1927-1928      | Curtiss D-12D   |
| PW-9D   | 16          | 1928-1934      | Curtiss D-12D   |
| FB-1    | 10          | 1924           | Curtiss D-12    |
| FB-5    | 27          | 1927           | Packard 2A-1500 |

## Warianty

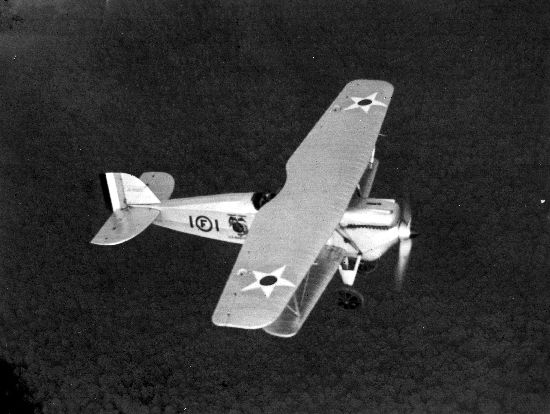
FB-1

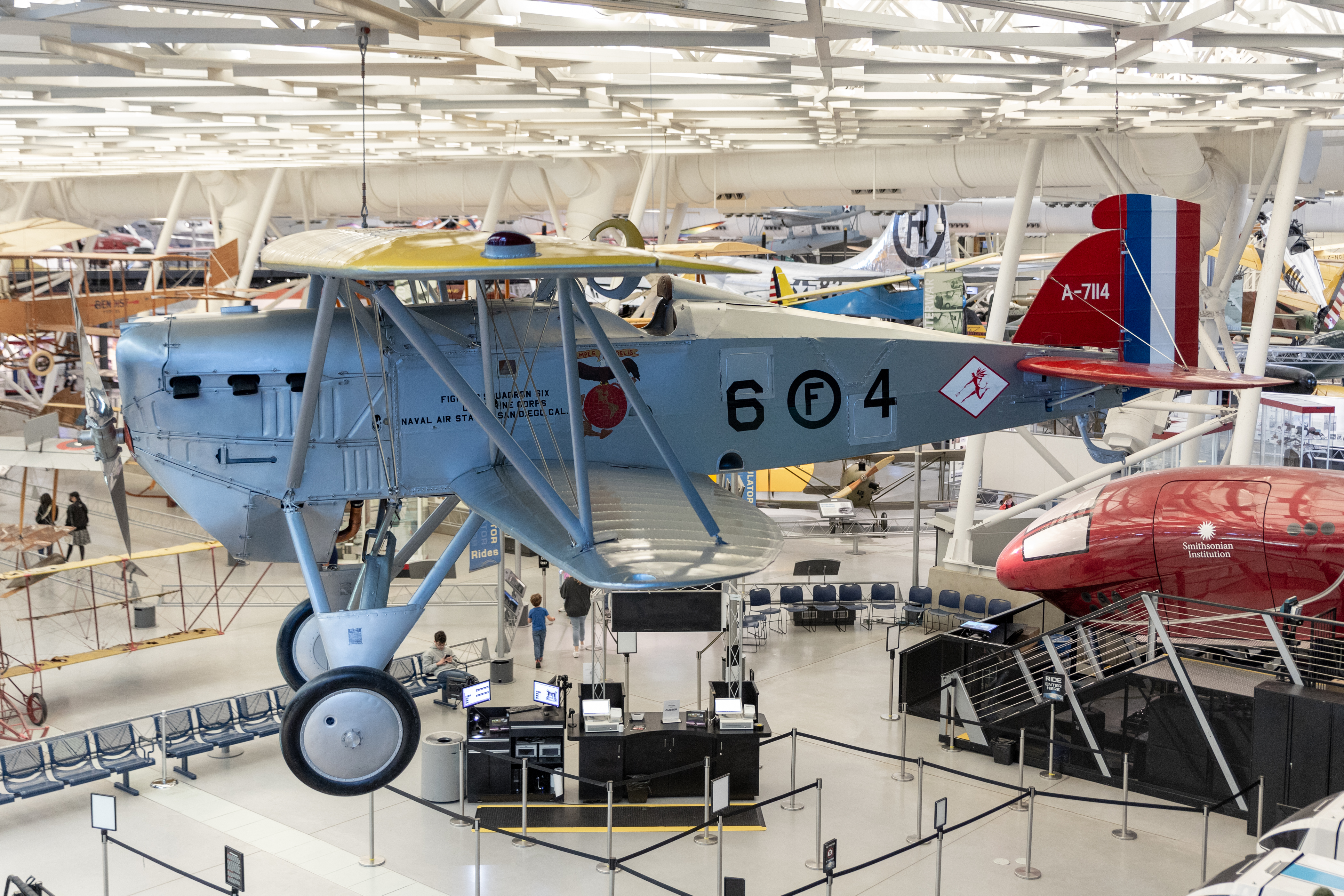
Boeing FB-5 prezentowany w Steven F. Udvar-Hazy Center

XPW-9
Trzy prototypy do testów dla US Army Air Service. Pierwszy zezłomowany 21 lutego 1925 r. na lotnisku McCook Field, drugi poddany testom statycznym w październiku 1928 r., trzeci wciąż latający w grudniu 1928 r..
PW-9
30 egzemplarzy w latach 1925-26; silnik D-12C .
PW-9A
24 egzemplarze w latach 1926-27; silnik D-12C .
PW-9B
Jeden zmodyfikowany PW-9A, dostarczony w 1927 r. jako PW-9B .
PW-9C
40 egzemplarzy w latach 1927-28; silnik D-12D .
PW-9D
16 egzemplarzy w latach 1928-34, ostatni wariant produkcyjny .
XP-4
Oznaczenie jednego z PW-9 (nr seryjny 25-324), z silnikiem Packard 1A-1500 o mocy 510 KM. Boeing Model 58.
AT-3
Oznaczenie jednego z PW-9 (nr seryjny 26-374), przebudowanego na jednomiejscowy samolot treningowy z silnikiem Wright-Hispano 
FB-1
Z 16 zamówionych samolotów, 10 zbudowanych jako FB-1, pozostałe 6 przebudowane na inne typy (FB-2, FB-3, FB-4). Silnik Curtiss D-12 o mocy 435 KM. Przeznaczony dla marynarki, operował z lądu.
FB-2
Dwa FB-1 zmodyfikowane do operacji z lotniskowców. Silnik Packard 1A-1500 o mocy 510 KM. Boeing Model 53.
FB-3
Trzy egzemplarze przeznaczone do testów silnika Packard 1A-1500 o mocy 510 KM. Wodnosamolot. Boeing Model 55.
FB-4
Jeden egzemplarz, eksperymentalny samolot z silnikiem gwiazdowym Wright P-1 o mocy 450 KM. Boeing Model 54.
FB-5
Wersja produkcyjna, 27 egzemplarzy. Silnik Packard 2A-1500 o mocy 520 KM. Boeing Model 67.
FB-6
Jeden egzemplarz, eksperymentalny samolot z silnikiem Pratt & Whitney R-1340-B Wasp o mocy 450 KM. Boeing Model 54.
FB-7
Zaproponowana wersja z silnikiem Pratt & Whitney Wasp. Nigdy nie zbudowany.

## Użytkownicy
Stany Zjednoczone
- United States Army Air Corps
- United States Navy
- United States Marine Corps

## Dane techniczne (PW-9)
Dane z: Boeing aircraft since 1916
Charakterystyki ogólne
- Załoga: 1
- Długość: 7,1 m
- Rozpiętość: 9,7 m
- Wysokość: 2,4 m
- Powierzchnia skrzydeł: 24,1 m²
- Profil skrzydła: Göttingen 436[2]
- Masa własna: 878 kg
- Masa użyteczna: 1414 kg
- Napęd: 1 × chłodzony cieczą silnik V-12 Curtiss D-12 o mocy 435 KM

Osiągi
- Prędkość maksymalna: 257 km/h
- Prędkość przelotowa: 229 km/h
- Zasięg: 628 km
- Pułap praktyczny: 5768 m
- Prędkość wznoszenia: 8,27 m/s
- Obciążenie powierzchni: 58,7 kg/m²
- Masa/moc: 220 W/kg

Uzbrojenie
- 2 × karabin maszynowy kal. 7,62 mm
- 1 × 111 kg bomba